# Żydowska Partia Narodowa
Żydowska Partia Narodowa (Jüdischnationale Partei lub Jüdische Nationale Partei, JNP) – syjonistyczna żydowska partia polityczna, utworzona w 1892 w stolicy Galicji – Lwowie, działająca na terenie Austro-Węgier oraz I Republiki.
Jej reprezentantami w Radzie Państwa byli: Benno Straucher, Adolf Stand, Artur Mahler i Heinrich Gabel.